# U2樂團
U2是一支在1976年成立於都柏林的愛爾蘭四人制搖滾樂樂團，自1980年代竄起走紅之後，一直到了21世紀的今天，仍活躍於全球流行樂壇。音樂風格上，除了傳統的流行硬式搖滾之外，U2在1990年代也曾嘗試過一陣子較為實驗性的電子音樂作品。U2在創作內容方面涉獵非常廣泛，尤其不避諱政治性的話題，人權問題就是U2常常著墨的一種主題。由於其廣泛知名度與良好形象，U2成為愛爾蘭重要的國家象徵之一。
U2目前全球至少賣出超過1億4500萬張的專輯，並且榮獲22項格莱美獎殊榮，是當今的樂團紀錄保持人。滾石雜誌名列U2為「百年百大音樂家」中的第22位。除了在樂壇有所成就外，U2的團員也是著名的社會活動家，關懷人權、社會問題、非洲飢荒、愛滋等議題。2005年獲得國際特赦組織良心大使奖。

## 組成團員
目前的U2有四位成員，分別是：
- 博诺（Bono）：在麥特戴蒙的短片裡 他是發音巴諾 不是o 是 a

原名保羅·大衛·休森（Paul David Hewson），是U2的主唱兼節奏吉他手，他的綽號源自於都柏林當地一家助聽器賣店「Bono Vox」（在拉丁文中意指「好嗓音」）。除了以U2樂團的團長而知名之外，Bono本身也具有非常高的個人知名度，是著名的社会活动家，並曾多次被诺贝尔和平奖提名。1960年5月10日出生於愛爾蘭都柏林。
- The Edge：

原名大衛·荷威·伊凡斯（David Howell Evans），是U2的主音吉他手、鋼琴手與合音。The Edge的綽號是Bono取的，當初是Bono用來形容他的頭部線條所用的辭彙。曾有人说：「走紅以後The Edge一直留著光頭，似乎也有呼應強調這個綽號的用意。」但是事实情况——就像很多歌迷猜想的一样——Edge确实有脱发的问题，所以为了掩饰稀少的头发，他一直带着一顶帽子。可是在参加Bono父亲葬礼的时候，Edge将帽子脱去以表示对Bono父亲的尊重，此时他稀少的頭髮清晰可见。Bono曾在演唱会上说：「Edge，他的大脑实在太发达了，所以不得不带一顶帽子。」1961年8月8日出生於英格蘭東倫敦。
- 亞當·克雷頓（Adam Clayton）：

U2的貝斯手兼副吉他手。1960年3月13日出生於英格蘭牛津郡（Oxfordshire）。
- 小賴瑞·慕蘭（Larry Mullen, Jr.）：

U2的鼓手，他其實也是當初發起創立這樂團的提議人。1961年10月31日出生於愛爾蘭都柏林。
U2創立初期（當時團名是「The Hype」），原本有五位團員。當時吉他手The Edge的哥哥狄克·伊凡斯（Dik Evans）也在團中擔任吉他手，但他在1978年時離開、另組了樂團「處女梅」（Virgin Prunes）。

## 音樂歷程

### 創團早年（1976－1979）
1976年10月，當14歲、就讀於都柏林教堂山高中的小賴瑞·慕蘭，在學校的告示板張貼了一張成立新樂團、招募團員的告示時，就揭開了U2成軍的序幕。在經過了初步團練後，七個青少年合組了樂團「Feedback」（Feedback在音樂上是指吉他等弦樂器與音箱間的共鳴現象）：由慕蘭擔任鼓手、保羅·休森（波諾）擔任主唱、大衛·伊凡斯（The Edge）與哥哥狄克·伊凡斯擔任吉他手、伊凡斯兄弟的友人亞當·克雷頓擔任貝斯手，最初的另兩位團員伊凡·麥寇米克與彼得·馬丁則分別在首次團練、數週後離團。
1977年3月，樂團改名為「The Hype」。1983年，波諾、慕蘭、大衛、克雷頓傾向組成四人樂團，於是較年長、顯得有些格格不入的狄克·伊凡斯便被「漸漸釋出」，狄克在一場告別演唱會結束後正式離團。1978年3月17日，樂團參加了一個於愛爾蘭利默里克舉辦的藝人選秀活動，並且順利拿到決賽的參加權。當時貝斯手亞當·克雷頓曾拜訪愛爾蘭著名的龐克搖滾大師史提夫·艾佛利爾（Steve Averill）討論樂團命名的問題，史提夫認為「The Hype」這個團名聽起來很糟，他們應該換一個響亮一點的團名。根據史提夫多年之後接受媒體採訪時的回憶，由於1970年代時樂壇流行採用有明顯意義的團名，因此他們反其道而行，尋找一個簡潔有力、可以牽扯出點道理、實際上又沒什麼緣由的字詞做為團名。當時亞當曾提議過他們想要像是「XTC」之類聽起來很有力但無明確意義的稱呼。後來，「U2」這團名雀屏中選，樂團也在決賽中獲勝贏得500英镑的獎金，從此以後他們便以「U2」為團名闖蕩樂壇至今。
由於「U2」這個團名打從一開始就蓄意不想明指某種特定事物、又好像跟很多事物有所牽扯，因此該樂團的名稱一直是樂迷們非常愛爭論的話題。有的認為，U2這名字應該是源自美國空軍在冷戰時代所使用的U-2超高空偵察機，或者第二次世界大戰時的德國潛艇代號（德文：U-Boot），兩者都給人一種神秘莫測的感覺。但另一方面，也有人認為U2這團名象徵了該樂團的表演哲學，意指他們不單只是在台上表演給台下群眾觀賞，而是希望能與聽眾互動的「你也一起來」（You too）哲學。總之，這種種解釋可說是同時都對也同時都不對，各方解釋不同。

### 闖蕩樂壇：《男孩》、《十月》與《戰爭》（1980－1983）
1980年3月，Island廠牌正式簽下U2，隨後在5月發行他們第一首國際單曲〈11 O'Clock Tick Tock〉。同年10月，發行第一張專輯《男孩》，佳評如潮。雖然從波諾的作詞當中看不出特定的焦點，但是隱約透露出身為青年的挫折與夢想。發行專輯後，U2展開生涯首度歐美巡迴演唱，在他們早期的演出中，可以看出樂團的潛力，正如樂評所說，波諾是個具有領袖魅力以及熱忱的藝人。
專輯的第二張專輯《十月》發行於1981年，主題比較偏向精神信仰。錄製期間，樂團因為信仰問題而停止了一段時期，這段期間團員與一個基督教團體「Shalom Fellowship」交往甚密，也讓他們意識到宗教與搖滾信仰之間的衝突。更棘手的是，裝載著U2歌曲歌詞的公事包被偷走，而這項東西一直到2004年才被歸還，已經將近25年的時間。這張專輯評價普通，讓U2面臨合約壓力，必須要在下一張專輯展現他們的潛力。

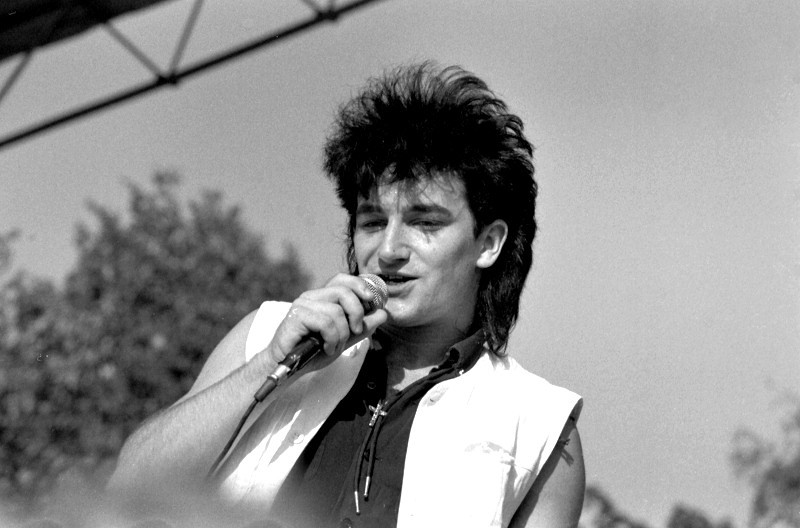
1983年時在挪威進行巡迴演出的波諾

走過了這段低潮期，U2在1983年發行第三張專輯《戰爭》，讓他們從「和平主義轉變為抗爭運動」。專輯的代表作歌曲〈Sunday Bloody Sunday〉，透露樂團對於血腥星期日事件的不滿情緒，《滾石雜誌》稱讚這首歌曲證明U2也能寫出有深度意涵的歌曲。這張專輯也是U2首次與荷蘭攝影師安東·寇班合作的作品，他與樂團長期的合作關係不僅僅是封面拍攝，也同時開拓樂團的視野。《戰爭》也是U2第一個暢銷專輯，在英國地區登上銷售榜首，另一首代表作〈New Year's Day〉是U2第一首紅遍全球的單曲。
專輯隨後搭配的巡迴演唱會「戰爭世界巡迴演唱會」 (War Tour)，在歐美地區巡迴，門票皆售光，波諾在演唱〈Sunday Bloody Sunday〉時揮舞著白色旗幟成為著名的景象。U2在巡迴期間錄製現場專輯《血紅天空下》，拍攝演唱會影片《Red Rocks露天劇場演唱會》，在MTV以及廣播上皆獲得廣泛成功，被視為是傑出的表演團體。1984年，U2與Island唱片商議合約事宜，雙方都承諾改進彼此的缺失，最後U2以更好的待遇續約。

### 過渡火焰：《難忘之火》（1984－1985）
U2的第四張專輯《難忘之火》發行於1984年，專輯的氣氛不在像《戰爭》那般肅殺，而是轉變的較為抽象與藝術，標榜著樂團大方向的改變。樂團並不希望聽眾憑《戰爭》而將他們定位成「只會狂下標語的搖滾樂團」。貝斯手亞當·克雷頓就說：「我們想要追求的是更加嚴肅也更加藝術的目標。」The Edge傾慕名音樂人布萊恩·伊諾與丹尼爾·雷諾伊斯，於是他們首次合作製作專輯，他們良好的合作關係仍維持至今。
《難忘之火》內的聲調顯的較為圓潤舒適，旋律從以前的侵略性轉為流暢，歌詞帶有廣泛的涵義，被U2稱之為「視覺感受」。波諾在涉獵小說、詩詞、哲學後，逐漸了解到他身為一個作詞家的責任，他以往不情願從事的作詞工作，也可以是個富含詩意的動作。波諾曾說過他覺得〈Bad〉、〈Pride (In the Name of Love)〉是未完成的「素描」，因為錄製的行程相當趕。〈Pride (In the Name of Love)〉是U2獻給黑人民權鬥士馬丁·路德·金恩博士的歌曲，在當時紅極一時，被認為是U2的代表作之一。
「難忘之火巡迴演唱會」大多數的場次是在室內舉辦，U2這時的歌迷人數也有顯著成長。錄音室錄製的歌曲舉凡〈The Unforgettable Fire〉、〈Bad〉等歌，要搬上舞台上表演卻有些麻煩，錄音室版本也飽受抨擊，認為是「未完成的」。唯一的解決方式是使用Sequencer，雖然樂團並不怎麼愛用，但是在現場表演上卻十分實用 。上述的歌曲的現場版本評價也比錄音室版本好。
1985年7月，U2參與一項國際盛事「巨星義助非洲慈善演唱會」 (Live Aid)，是樂團生涯中的大事紀。樂團在這場盛宴中展現了他們的親和力，波諾曾跳下舞台與一女孩共舞（事實上後來這位女孩說是波諾救了她的命，因為她當時被群眾擠壓險些跌倒，是波諾親自跳下舞台幫助她脫困。）。1985年，《滾石雜誌》稱讚U2是「80年代最棒的樂團」「在搖滾樂蓬勃發展下，U2可說是最大功臣，而且可能是唯一功臣。」

### 巔峰時期：《約書亞樹》與《神采飛揚》（1986－1989）
在U2的好友巴布·狄倫、范·莫里森和凱斯·理查茲的建議下，樂團開始探索「根源搖滾」的領域，波諾也開始提升他的演唱作詞技巧。基本上U2對於第五張專輯的期望是能保有《難忘之火》的特色，但又具備傳統歌曲的架構與規則。在樂團錄製新專輯的期間，曾經暫停一段時間，他們參與由國際特赦組織舉辦的「希望陰謀」 (A Conspiracy of Hope)巡迴演唱會，這場演唱會對他們新專輯錄製而言有相當大的助益。在1986年巡迴聖薩爾瓦多與尼加拉瓜的時候，他們看到當地農民受到美國調停國家內部動亂之苦，這寶貴的經驗也影響了他們的新專輯。U2所要用音樂表現的是一幅描繪美國的意象，而他們的概念是根據他們所閱讀的美國書籍而來。

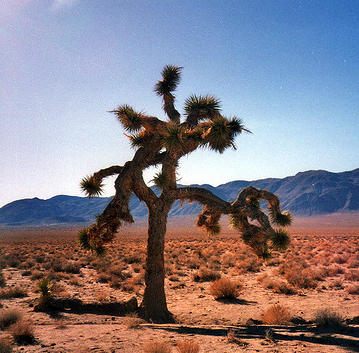
專輯套上的「約書亞樹」。廣大沙漠上屹立的約書亞樹成為這張專輯的精神象徵

樂團的第五張專輯《約書亞樹》發行於1987年3月，發行後創下英國音樂史上最快售光的紀錄，同時在美國地區蟬連銷售榜首9週。《約書亞樹》另外幫助U2首次獲得2項葛萊美獎，U2成為第四個被《時代雜誌》刊載在封面的樂團。專輯發行單曲〈With or Without You〉、〈I Still Haven't Found What I'm Looking For〉在發行後都成為銷售榜首。新專輯帶領U2晉昇超級巨星的境界，《滾石雜誌》則稱讚這是搖滾史上最棒的專輯之一。
U2的第六張專輯《神采飛揚》，包含9首錄音室歌曲以及6首現場歌曲；同名電影則是「約書亞樹巡迴演唱會」的紀錄片。U2製作這張專輯的原意是對搖滾傳奇致敬，不過卻受到樂評抨擊。基本上這張專輯的新元素在「Lovetown巡迴演唱會」時就已經展示，在1980年代的結束下，U2感到自身的音樂處在停滯狀態，準備好要「重新出發」。

### 實驗轉變：《注意點兒！寶貝》與《Zooropa》（1990－1993）
受到《神采飛揚》批評的影響，U2決心在第七張專輯上有大動作的改變。他們在兩德統一前夕移師至柏林Hansa錄音室進行創作，但是創作期間也因為團員缺乏共識延宕許久。波諾與Edge主張將專輯風格導向另類搖滾、跳舞音樂等實驗性音樂，但克雷頓和慕蘭則主張不須有這麼大的轉變。這段期間一直持續到樂團創作出歌曲〈One〉才結束，團員們又再一次找回團結心。
1991年11月第七張專輯《注意點兒！寶貝》發行，風格以大量另類搖滾、工業音樂、電子音樂為主，波諾曾戲謔是「四個人在砍倒約書亞樹」。專輯在發行後獲得廣泛好評，被認為是U2生涯的經典作品之一。
專輯搭配演唱會「動物園電視巡迴演唱會」（Zoo TV Tour）在1992年展開，為時近兩年，使用數百個電視螢幕、輸送塔、衛星電視連結等，被視為是90年代的多媒體指標。此外波諾還使用了多個舞台身分－「The Fly」、「MacPhisto」、「Mirror-Ball Man」。在巡迴演出期間，樂團曾利用空檔錄製下一張專輯《Zooropa》，風格繼續延續上一張專輯的實驗性音樂，裡面的多首歌曲也在巡迴演唱後期演唱過。

### 實驗延續：《流行超市》（1994－1999）
1995年，U2與製作人布萊恩·伊諾合作以「Passengers」之名發行專輯《Original Soundtrack 1》，事實上因為與過去U2專輯有很大的不同所以以化名來區分。專輯本身評價不是很好，但是收錄單曲－與帕華洛帝演唱的〈Miss Sarajevo〉卻很暢銷，也是波諾最喜歡的U2歌曲之一。
1997年，U2的第九張專輯《流行超市》問世。這張專輯同樣也是延續著U2實驗性音樂的風格，在發行之初即在34個國家銷售排行榜登頂，但是評價與總銷售量都遜於U2過往的專輯作品，主因是因為音樂的品質不佳，由於當時U2是在匆忙的情況下錄製這張專輯，導致以後有相當多的專輯內曲目重新錄製。
「流行超市巡迴演唱會」（PopMart Tour）在專輯發行後展開，舞台設備包括一個類似於麥當勞標誌的30公尺高的金黃色拱門、46公尺寬的螢幕以及12公尺高的巨型檸檬。但是這次巡迴演唱的把戲看來成效不彰，許多歌迷似乎都被舞台設計困惑了。不過這場巡迴演出最著名的是塞拉耶佛的場次，這是波士尼亞戰爭以來有重量級團體在此地演出。鼓手慕蘭曾說到：「這是我永生難忘的回憶，如果要我花20年的時間只為了這場演唱會的話，我想這很值得的。」

### 重返榮耀：《無法遺忘》與《如何拆除原子彈》（2000－2006）
受到《流行超市》低評價的影響，U2決心要再次證明他們是「世界上最棒的樂團」。第十張專輯《無法遺忘》發行於2000年10月，專輯風格則從1990年代的實驗性音樂轉回傳統搖滾，讓許多不欣賞U2實驗音樂的樂迷改變他們的態度。《滾石雜誌》稱讚這是U2繼《約書亞樹》、《注意點兒！寶貝》的第三張傑作。專輯發行之初在22個國家登頂銷售榜首，單曲〈Beautiful Day〉贏得3項葛萊美獎，其他單曲〈Elevation〉、〈Walk On〉、〈Stuck in a Moment You Can't Get Out Of〉同樣也獲得葛萊美獎。
2001年，專輯隨後的「Elevation巡迴演唱會」展開，U2使用心型舞台以親近觀眾，場地也在小型的體育館舉行。同年10月，U2在紐約麥迪遜花園廣場進行一連串的演出，門票皆售空，波諾和Edge說到這是他們最印象深刻的表演經驗之一。2002年早年，U2在第36屆超級盃半場演出，悼念911恐怖攻擊的受害者，SI.com稱讚是超級盃史上最棒的半場表演。

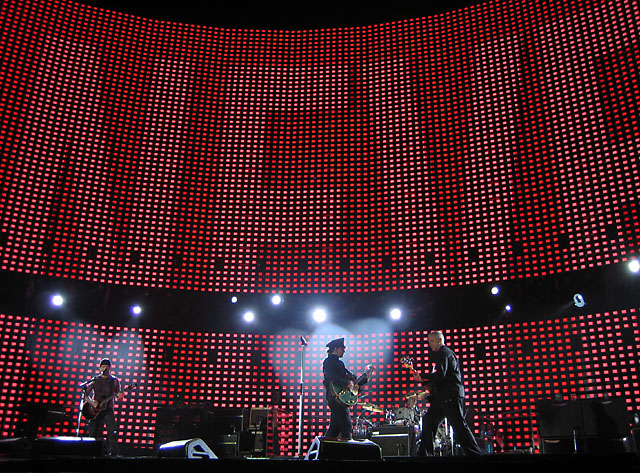
震撼國度巡迴演唱會布魯塞爾現場。U2演唱歌曲〈The Fly〉。

U2的下一張專輯《如何拆除原子彈》發行於2004年11月，波諾形容是他們的「第一張搖滾專輯」，主題涉獵廣泛。專輯的開頭曲〈Vertigo〉在美國地區以iPod廣告形式強烈放送，熱烈程度導致iTunes發行了U2電子套裝專輯。這張錄音室專輯發行之初在美國地區成為銷售榜首，首週的銷售量是《無法遺忘》的兩倍。有人認為這張專輯也可算是U2前三大經典專輯之一，波諾則說：「這張專輯的曲目都不差，不過作為一張專輯，整體的效果並不夠強」。專輯的搭配演唱會「暈眩國度巡迴演唱會」（Vertigo Tour）採用與「Elevation巡迴演唱」類似的舞台設計，而且兩者票房都很成功。另外，這張專輯與收錄的單曲在葛萊美獎獲得的8項提名通通獲獎。2005年，U2得以在搖滾名人堂留名。2008年，紀錄暈眩國度巡迴演唱於拉丁美洲的場次的3D電影《U2震撼國度3D立體演唱會》上映。

### 現今的U2：《消失的地平線》（2007－）

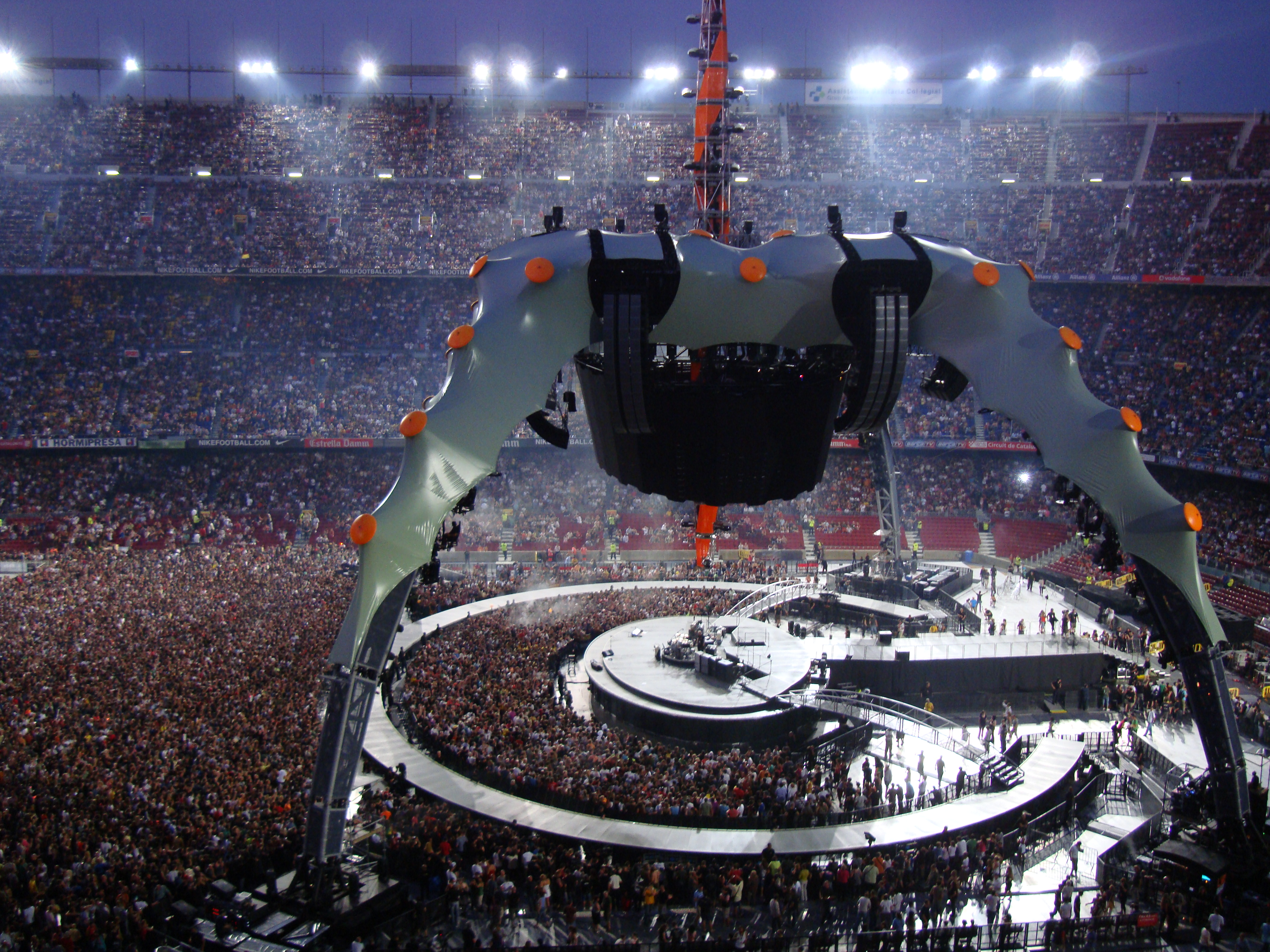
U2 360度巡迴演唱巴塞隆納開幕首夜現場。圖片中間即為「巨爪」，歌迷從360全方位圍繞舞台。

2006年，U2開始著手製作第十二張專輯《消失的地平線》，他們最初是與瑞克·魯賓合作，不過這項計畫暫停了，樂團最後仍然是與老搭檔布萊恩·伊諾及丹尼爾·雷諾伊斯合作。2007年6月他們開始錄製專輯，其中樂團曾到摩洛哥非斯取經，這讓他們的專輯多了些北非音樂的特色，實驗性比起前幾張專輯來的多。16個月後，新專輯終於完成，並且於2009年2月27日首先發行。專輯甫發行後獲得廣泛好評，但是樂評認為實驗性質不如預期的多。專輯搭配的演唱會「U2 360度巡迴演唱會」（U2 360° Tour）在2009年6月30日於西班牙巴塞隆納展開，將持續到2010年，於歐美地區巡迴演出。此次演唱會採用「外星巨爪」（The Claw）360度全方位舞台設計，讓歌迷更貼近舞台中心。
U2也透露了下一張專輯的訊息，暫時命名為《Songs of Ascent》，音樂元素來自於《消失的地平線》錄製期間的材料，波諾形容這張專輯將是「一趟關於反思的旅程」。

## 作品
U2從創團起，在西方流行音樂界屹立了數十年，期間創作持續並無明顯間斷，是總作品量非常驚人的團體。
- 專輯作品

| 名稱                                           | 發行日期                                  | 搭配演唱會                                                    |
| ---------------------------------------------- | ----------------------------------------- | ------------------------------------------------------------- |
| 淬鍊之歌 Songs of Experience                   | 2017年12月1日                             | Experience + Innocence 巡迴演唱會 Experience + Innocence Tour |
| 天真之歌 Songs of Innocence                    | 2014年9月9日 (数位) 2014年10月13日 (正规) | iNNOCENCE + eXPERIENCE巡迴演唱會 iNNONCENCE + eXPERIENCE Tour |
| 消失的地平線 No Line on the Horizon            | 2009年2月27日                             | 360度巡迴演唱會 U2 360° Tour                                  |
| 如何拆除原子彈 How To Dismantle An Atomic Bomb | 2004年11月19日                            | 暈眩國度巡迴演唱會 Vertigo Tour                               |
| 無法遺忘 All That You Can't Leave Behind       | 2000年10月30日                            | 一飛沖天巡迴演唱會 Elevation Tour                             |
| 流行超市 Pop                                   | 1997年3月4日                              | 流行超市巡迴演唱會 PopMart Tour                               |
| Zooropa                                        | 1993年7月6日                              | 動物園電視巡迴演唱會 Zoo TV Tour                              |
| 注意點兒！寶貝 Achtung Baby                    | 1991年11月19日                            | 動物園電視巡迴演唱會 Zoo TV Tour                              |
| 神采飛揚 Rattle and Hum                        | 1988年10月10日                            | 愛城巡迴演唱會 Lovetown Tour                                  |
| 約書亞樹 The Joshua Tree                       | 1987年3月9日                              | 約書亞樹巡迴演唱會 The Joshua Tree Tour                       |
| 難忘之火 The Unforgettable Fire                | 1984年10月1日                             | 難忘之火巡迴演唱會 The Unforgettable Fire Tour                |
| 戰爭 War                                       | 1983年2月28日                             | 戰爭巡迴演唱會 War Tour                                       |
| 十月 October                                   | 1981年10月12日                            | 十月巡迴演唱會 October Tour                                   |
| 男孩 Boy                                       | 1980年10月20日                            | 男孩巡迴演唱會 Boy Tour                                       |

## 獎項
U2一共獲得22項葛萊美獎，與史蒂維·旺德共同保持這項紀錄。其中包括「最佳搖滾團體」、「最佳歌曲」、「最佳專輯」、「最佳搖滾專輯」等獎項。另外還獲得了7項全英音樂獎、14項愛爾蘭流星音樂獎、1項全美音樂獎、10項Q雜誌大獎、4項MTV音樂錄影帶大獎、2項朱諾獎、3項新音樂快遞音樂獎以及1項金球獎。2005年入選搖滾名人堂、國際特赦組織 Ambassador of Conscience Award；2006年，因為作曲〈I Still Haven't Found What I'm Looking For〉和〈Vertigo〉而獲得美國作曲家、作家和發行商協會獎。

## 延伸阅读
- Bayles, Martha. . New York: Free Press. 1994. ISBN 978-0-02-901962-7.
- Chatterton, Mark. . London: Firefly Publishing. 2001. ISBN 978-0-946719-41-9.
- Cogan, Višnja. . New York: Pegasus Books. 2008. ISBN 978-1-933648-71-2.
- Calhoun, Scott. . London: Bloomsbury Publishing. 2009. ISBN 9781350032569.
- de la Parra, Pimm Jal.  Updated. London: Omnibus Press. 2003. ISBN 978-0-7119-9198-9.
- Flanagan, Bill. . New York: Delacorte Press. 1995. ISBN 978-0-385-31154-0.
- Graham, Bill; van Oosten de Boer, Caroline. . London: Omnibus Press. 2004. ISBN 978-0-7119-9886-5.
- Gulla, Bob. . Westport: Greenwood Press. 2009. ISBN 978-0-313-35806-7.
- Jobling, John. . New York: Thomas Dunne Books. 2014. ISBN 978-1-250-02789-4.
- MacDonald, Bruno. . London: Aurum Press. 2014. ISBN 978-1-78131-219-3.
- McGee, Matt. . London: Omnibus Press. 2008. ISBN 978-1-84772-108-2.
- McPherson, Alan. . Lanham, MD: Rowman & Littlefield. 2015. ISBN 978-1-4422-4933-2.
- Reynolds, Simon. . New York: Penguin Books. 2006. ISBN 978-0-14-303672-2.
- Rolling Stone. . London: Sidgwick & Jackson. 1994. ISBN 978-0-283-06239-1.
- Snow, Mat. . New York: Race Point Publishing. 2014. ISBN 978-1-937994-99-0.
- Stokes, Niall. . London: HarperCollins. 1996. ISBN 978-0-00-719668-5.
- U2. McCormick, Neil , 编. . London: HarperCollins. 2006. ISBN 0-00-719668-7.
- Young, Clive. . San Francisco: Backbeat Books. 2004. ISBN 978-0-879-30778-3.

## 外部連結
- 官方网站
- 中的“U2樂團”
- Template:Acclaimed Music artist
- 摇滚名人堂上的U2樂團